# Brachypodius
Brachypodius — рід горобцеподібних птахів родини бюльбюлевих (Pycnonotidae). Представники цього роду мешкають в Південній і Південно-Східній Азії.

## Таксономія
Молекулярно-філогенетичне дослідження родини бюльбюлевих, опубліковане в 2017 році, показало, що рід Бюльбюль (Pycnonotus) був поліфілітичним. За результатами дослідження у 2020 році низку видів, яких раніше відносили до роду Pycnonotus було переведено до відновлених родів Microtarsus, Euptilotus, Poliolophus, Alcurus, Ixodia, Rubigula і Brachypodius.

## Види
Виділяють чотири види:
- Бюльбюль сіроголовий (Brachypodius priocephalus)
- Бюльбюль чорноголовий (Brachypodius melanocephalos)
- Бюльбюль андаманський (Brachypodius fuscoflavescens)
- Бюльбюль цитриновий (Brachypodius nieuwenhuisii)

## Етимологія
Наукова назва роду Brachypodius походить від сполучення слів дав.-гр. βραχυς — короткий і πους — стопа.